# Pál Orosz
Pál Orosz (25 gennaio 1934 – 12 maggio 2014) è stato un calciatore e allenatore di calcio ungherese, di ruolo centrocampista.

## Carriera

### Club
Ha sempre giocato nel campionato ungherese.

### Nazionale
Ha vinto l'oro olimpico nel 1964.

## Palmarès

### Club

#### Competizioni nazionali
- Campionato ungherese: 2

Ferencvaros: 1962-1963, 1964
- Coppa d'Ungheria: 1

Ferencvaros: 1957-1958

#### Competizioni internazionali
- Coppa delle Fiere: 1

Ferencvaros: 1964-1965

### Nazionale
- Bronzo olimpico: 1

Roma 1960
- Oro olimpico: 1

Tokyo 1964